# میوکی ناکاگاوا
میوکی ناکاگاوا (انگلیسی: Miyuki Nakagawa؛ زادهٔ ۲۰ دسامبر ۱۹۸۶) بازیکن هاکی روی چمن اهل ژاپن است.